# Tour de Pologne 2005

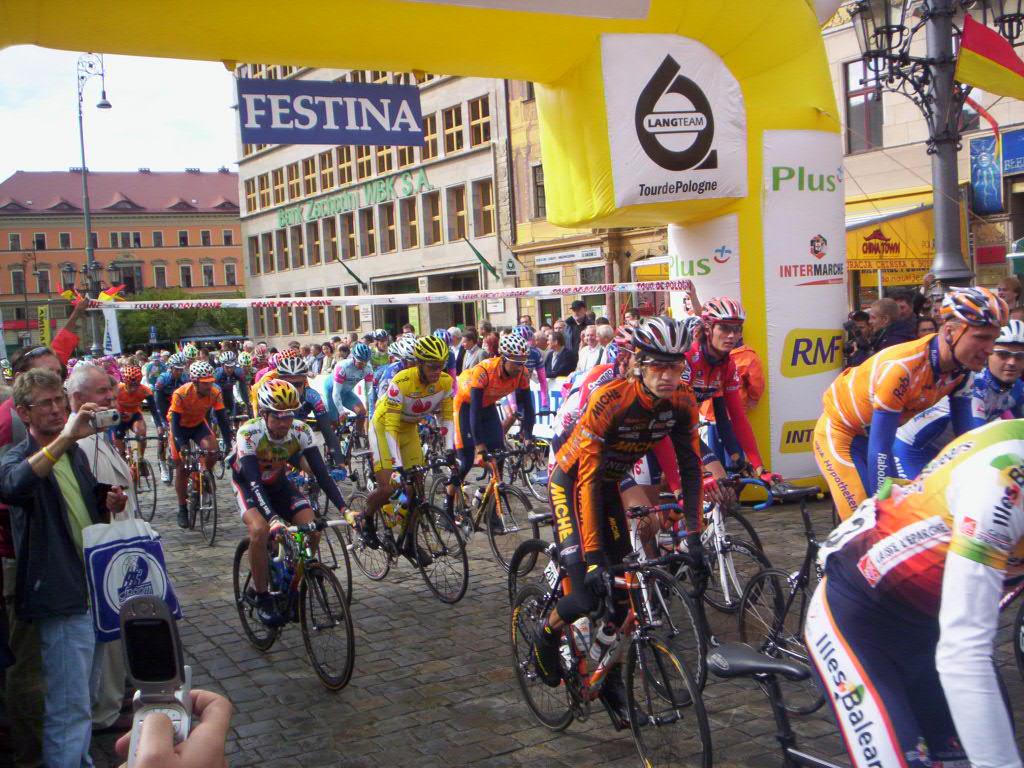
Start etapu we Wrocławiu

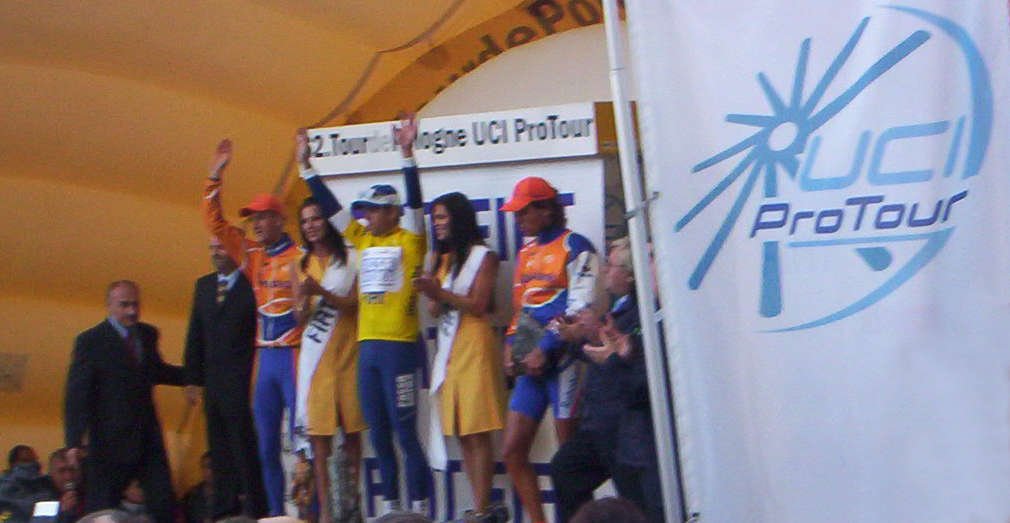
Dekoracja zwycięzców w Karpaczu

62. edycja wyścigu kolarskiego Tour de Pologne odbyła się w dniach 12–18 września 2005 roku. Rywalizację rozpoczęło 163 kolarzy (w tym 10 Polaków) z 22 grup zawodowych (w tym 20 z UCI ProTeam). Ukończyło 73 kolarzy. Łączna długość wyścigu – 1 246,5 km.
Pierwsze miejsce w klasyfikacji generalnej zajął Luksemburczyk Kim Kirchen (Fassa Bortolo), przed Holendrami – Pieterem Weeningiem i Thomasem Dekkerem (obydwaj Rabobank). Najlepszy z Polaków, Marek Rutkiewicz, ukończył wyścig na ósmym miejscu. Bartosz Huzarski wygrał klasyfikację górską.
Decyzją UCI Wyścig w 2005 roku zakwalifikowano do stworzonego na wzór piłkarskiej Ligi Mistrzów cyklu ProTour – zrzeszającego 27 najważniejszych imprez kolarskich (w tym 13 wyścigów etapowych). Dzięki temu w Tourze wzięły udział najlepsze grupy zawodowe świata i gwiazdy światowego formatu (w tym trzech kolarzy z czołowej „10” ProTour), m.in. Danilo Di Luca (lider ProTour 2005), Bobby Julich (6.), Davide Rebellin (8.), László Bodrogi, Michael Boogerd, Gianluca Bortolami (zwycięzca Pucharu Świata 1994), Laurent Brochard (mistrz świata z 1997), Fabian Cancellara, Erik Dekker (zwycięzca Pucharu Świata 2001), Cadel Evans, Serhij Honczar (mistrz świata z 2000), Wiaczesław Jekimow (mistrz olimpijski z 2000), Servais Knaven, Andrea Noé, Peter Van Petegem, Jarosław Popowycz, José Luis Rubiera, Alejandro Valverde, Jens Voigt, Steffen Wesemann, Joseba Zubeldia oraz czołowi sprinterzy świata: Andrus Aug, Baden Cooke, Jaan Kirsipuu, Ivan Quaranta, Stefano Zanini.
Polskę reprezentowało 10 kolarzy z dwóch grup zawodowych Continental Teams, które otrzymały od organizatora specjalne zaproszenia – tzw. „dzikie karty”. Siedmiu Polaków znalazło się w składzie polskiej grupy Intel-Action (Tomasz Brożyna, Piotr Chmielewski, Bartosz Huzarski, Marek Rutkiewicz, Piotr Wadecki, Cezary Zamana, Jarosław Zarębski), a trójka wystartowała w grupie Miche (Seweryn Kohut, Sławomir Kohut, Przemysław Niemiec) – włoskim zespole zarejestrowanym w Bułgarii.
Pula nagród wyniosła 180 tys. euro, a nagrodą dla zwycięzcy był samochód Fiat Croma 1,9 JTD Multijet, o wartości około 100 tys. złotych.
Osiem etapów pokazywanych w Telewizji Polskiej (TVP1, TVP3, TV Polonia) obejrzało łącznie 22 mln widzów. Tour był transmitowany także m.in. w niemieckim ARD i we francuskim Canal+ (w niekodowanym kanale), gdzie komentatorem był Laurent Fignon. Po raz pierwszy Tour de Pologne pokazywany był też w internecie. Przekaz interaktywny z wyścigu można było obejrzeć na stronie www.itvp.pl.
Tour de Pologne 2005 został sklasyfikowany przez światowe władze kolarskie (organizacja, poziom sportowy, nagłośnienie medialne itp.) na 5. miejscu, po Tour de France, Giro d’Italia, Vuelta a España i Deutschland Tour.

## Etapy
| Etap      | Data        | Start – meta               | Długość (km)      | Typ         | Zwycięzca etapu | Lider          | Wikinews |
| I etap    | 12 września | Gdańsk – Elbląg            | 149,6             | płaski      | Baden Cooke     | Baden Cooke    | opis     |
| II etap   | 13 września | Tczew – Olsztyn            | 226,5             | płaski      | Daniele Bennati | Luca Paolini   | opis     |
| III etap  | 14 września | Ostróda – Bydgoszcz        | 212               | płaski      | Jaan Kirsipuu   | Luca Paolini   |          |
| IV etap   | 15 września | Inowrocław – Leszno        | 213,4             | płaski      | Daniele Bennati | Luca Paolini   |          |
| V etap    | 16 września | Wrocław – Szklarska Poręba | 212               | pagórkowaty | Fabian Wegmann  | Luca Paolini   | opis     |
| VI etap   | 17 września | Piechowice – Karpacz       | 153               | górski      | Pieter Weening  | Pieter Weening | opis     |
| VII etap  | 18 września | Jelenia Góra – Karpacz     | 61                | górski      | Kim Kirchen     | Kim Kirchen    | opis     |
| VIII etap | 18 września | Jelenia Góra – Karpacz     | 19 (ind. na czas) | górski      | Thomas Dekker   | Kim Kirchen    | opis     |

## Końcowa klasyfikacja generalna

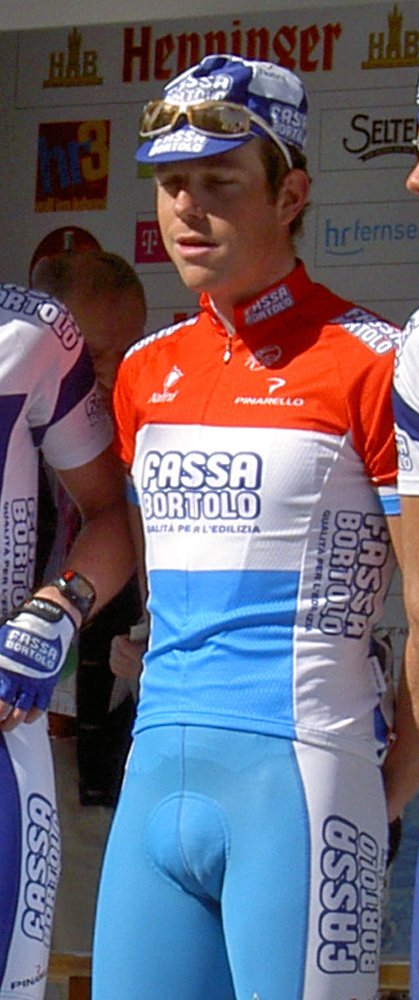
Kim Kirchen – zwycięzca TdP 2005

| Poz. | Zawodnik          | Kraj       | Zespół                             | Czas (średnia km/h)   |
| ---- | ----------------- | ---------- | ---------------------------------- | --------------------- |
| 1.   | Kim Kirchen       | Luksemburg | Fassa Bortolo                      | 32h 11' 58” (...km/h) |
| 2.   | Pieter Weening    | Holandia   | Rabobank                           | +0' 05"               |
| 3.   | Thomas Dekker     | Holandia   | Rabobank                           | +0' 11"               |
| 4.   | Thomas Lövkvist   | Szwecja    | Française des Jeux                 | +0' 18"               |
| 5.   | Danilo Di Luca    | Włochy     | Liquigas-Bianchi                   | +0' 34"               |
| 6.   | Michael Boogerd   | Holandia   | Rabobank                           | +1' 04"               |
| 7.   | Jan Hruška        | Czechy     | Liberty Seguros-Würth Team         | +2' 14"               |
| 8.   | Marek Rutkiewicz  | Polska     | Intel-Action                       | +2' 43"               |
| 9.   | Sylvain Chavanel  | Francja    | Cofidis, Le Credit Par Telephone   | +2' 52"               |
| 10.  | José Luis Rubiera | Hiszpania  | Discovery Channel Pro Cycling Team | +3' 03"               |

## Inne klasyfikacje

### Klasyfikacja górska
| 1.  | Bartosz Huzarski   | Polska     | 34 P. |
| 2.  | Rubens Bertogliati | Szwajcaria | 26 P. |
| 3.  | Jesús Hernández    | Hiszpania  | 12 P. |
| 4.  | Carlos Barredo     | Hiszpania  | 11 P. |
| 5.  | Danilo Di Luca     | Włochy     | 9 P.  |
| 6.  | Tomasz Brożyna     | Polska     | 8 P.  |
| 7.  | Pieter Weening     | Holandia   | 8 P.  |
| 8.  | Andrea Noé         | Włochy     | 8 P.  |
| 9.  | Marek Rutkiewicz   | Polska     | 7 P.  |
| 10. | Gorka Verdugo      | Hiszpania  | 7 P.  |